# Carrie Lam

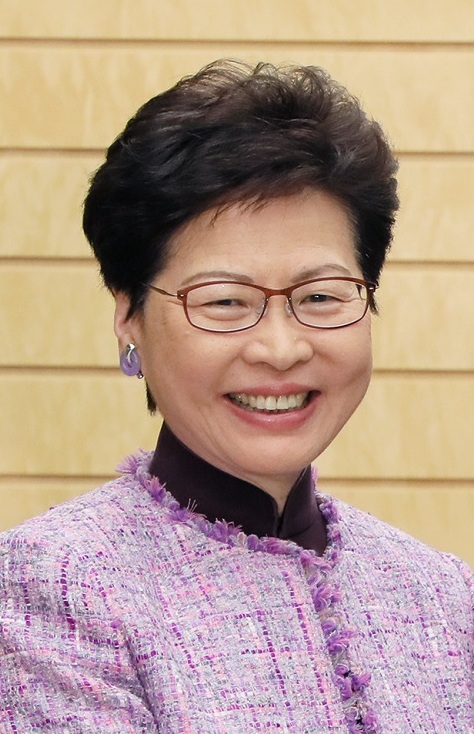
Carrie Lam (2019)

Carrie Lam Cheng Yuet-ngor, GBM, GBS, JP, (chinesisch 林鄭月娥 / 林郑月娥, Pinyin Lín-Zhèng Yuè'é, Jyutping Lam4-Zeng6 Jyut6ngo4; * 13. Mai 1957 in Wan Chai, Hongkong) ist eine chinesische Politikerin. Vom 1. Juli 2017 bis 30. Juni 2022 war sie Chief Executive, also Regierungschefin, der chinesischen Sonderverwaltungszone Hongkong. Sie war die erste Frau, die dieses Amt bekleidete. Von 2012 bis 2017 hatte sie den Posten der Chief Secretary of Administration, der Generalsekretärin der Hongkonger Regierungsverwaltung, inne – unter dem damaligen Regierungschef Leung Chun-ying. Die Amtszeit von Lam als Chief Executive of Hong kong endete am 30. Juni 2022 und sie gab offiziell bekannt, aus familiären Gründen keine zweite Amtszeit als Hongkonger Regierungschefin anzustreben. Der Amtsnachfolger Carrie Lams als Regierungschef der Sonderverwaltungszone Hongkong ist der am 8. Mai 2022 gewählte John Lee Ka-chiu, der zuvor den Posten des Chief Secretary for Administration in Lams Kabinett innehatte.

## Werdegang
Lam, geborene Cheng, wurde als viertes von fünf Kindern einer einkommensschwachen Familie geboren. Sie wuchs in Wan Chai auf und besuchte dort die katholische Mädchenschule St.Francis’ Canossian College der Canossianerinnen. Anschließend studierte sie an der Universität Hongkong zunächst für ein Jahr Soziale Arbeit, anschließend Soziologie. Sie schloss das Studium 1980 mit dem Bachelor ab. Von 1981 bis 1982 studierte sie an der Universität Cambridge und erhielt ein Diplom in Entwicklungsforschung.
Seit 1980 war sie als Beamtin an verschiedenen Stellen im Staatsdienst tätig; unter anderem arbeitete sie sieben Jahre lang in der Finanzverwaltung. 2007 wurde sie zur Secretary for Development in der Regierung von Donald Tsang ernannt. 2012 ernannte Leung Chun-ying sie zur Chief Secretary. Lam war für die Umsetzung der Wahlrechtsreform 2014/15 zuständig und führte Gespräche mit den Teilnehmern der Proteste in Hongkong 2014.
Im Januar 2017 trat Lam als Chief Secretary zurück und kündigte ihre Kandidatur bei der Wahl des Regierungschefs am 26. März 2017 an. Lam wurde nicht direkt vom Volk gewählt, sondern indirekt durch ein Wahlkomitee und erhielt 777 von 1194 Stimmen. Sie hat das Amt am 1. Juli 2017 angetreten; den Amtseid nahm ihr Xi Jinping ab. Vor und nach der Wahl gab es wegen Lams Nähe zur Pekinger Zentralregierung zu Protesten in Hongkong. Sie leitet das Kabinett Lam.
Im Juni 2019 haben Proteste gegen die Verabschiedung des Gesetzes über flüchtige Straftäter und Rechtshilfe in Strafsachen begonnen, das es der Pekinger Regierung ermöglicht, verdächtigte und gesuchte Menschen an die VR China auszuliefern. Dieses Gesetz wurde schließlich am 23. Oktober 2019 offiziell zurückgezogen.
Im Juli 2020 wurde das Komitee zur Wahrung der nationalen Sicherheit der Sonderverwaltungsregion Hongkong offiziell mit Carrie Lam als Vorsitzende des Komitees eingerichtet.
Am 14. Oktober 2020 veröffentlichte das US-Außenministerium einen Bericht über 10 Personen, die nach seiner Ansicht wesentlich dazu beitragen, dass China seinen Verpflichtungen aus der chinesisch-britischen gemeinsamen Erklärung zu Hongkong und dem Grundgesetz von Hongkong nicht nachkommt. Lam war auf der Liste der Specially Designated Nationals and Blocked Persons. Den Zehn, inklusive Frau Lam, wurden von amerikanischer Seite finanzielle Sanktionen auferlegt, so dass sie z. B. keine Kreditkarten dortiger Banken mehr benutzen darf.
2021 hat die Journalistenvereinigung Reporter ohne Grenzen Lam auf die Liste der weltweit größten „Feinde […] der Pressefreiheit“ gesetzt.
Carrie Lam ist seit 1984 mit dem Mathematikprofessor Lam Siu-por (林兆波) verheiratet, mit dem sie zwei Söhne hat. Sie besaß bis 2007 auch die britische Staatsbürgerschaft. Ihr Ehemann lebt in Großbritannien.